# 1497 w muzyce
Wydarzenia muzyczne w 1497 roku.

## Wydarzenia
- 3 kwietnia – Heinrich Isaac został pierwszym kompozytorem na dworze cesarza Maksymiliana I w Wiedniu; stanowisko piastował do swojej śmierci w 1517

## Kompozycje
- Josquin des Prés skonponował Nymphes des bois. Requiem aeternam – lament na śmierć Johannesa Ockeghema, do poematu Jeana Molineta[1]

## Urodzili się
- 2 czerwca – Mattio Rampollini, włoski kompozytor okresu renesansu (zm. ok. 1553)[2]
- 18 sierpnia – Francesco Canova da Milano, włoski kompozytor okresu renesansu (zm. 1543)[3]

## Zmarli
- 6 lutego – Johannes Ockeghem, franko-flamandzki kompozytor okresu renesansu (ur. między 1410 a 1420)